# Hollywood Records
Hollywood Records ist ein 1989 gegründetes US-amerikanisches Musiklabel, das der Walt Disney Company gehört. Zusammen mit u. a. Buena Vista Records und Walt Disney Records ist Hollywood Records Teil der Disney Music Group.
Der Vertrieb erfolgte erst über Elektra Records und ab 1995 über Polygram, das 1998 von Universal Music Group übernommen wurde.
1991 brachte die Plattenfirma den gesamten Katalog von Queen erstmals auf dem nordamerikanischen Markt auf CD heraus; der Großteil der Alben erschien mit zusätzlichen Bonus-Tracks. Hollywood Records veröffentlichte auch zahlreiche Soundtracks von Disney-Filmen.
Unter anderem auch für den 2001 erschienenen Film Pootie Tang.

## Künstler von Hollywood Records
- Allstar Weekend (früher: Allstar)
- Breaking Benjamin
- Bridgit Mendler
- Bella Thorne
- Caroline’s Spine
- Cherri Bomb
- China Anne McClain
- Demi Lovato
- Grace Potter and the Nocturnals
- In real life
- Jesse McCartney
- Joe Jonas
- Jessica Sutta
- Miley Cyrus
- Jorge Blanco
- Martina Stoessel
- Nick Jonas & the Administration
- Olivia Holt
- Plain White T’s
- Queen (USA & Kanada)
- Redlight King
- R5 (Band)
- Ross Lynch
- Rydel Lynch
- Selena Gomez & the Scene (2008–2013)
- Selena Gomez (2012–2013)
- Sabrina Carpenter
- Sofia Carson
- Valora
- Zendaya
- Lucy Hale

## Record Labels der Disney Musikgruppe
- Hollywood Records
- Lyric Street Records
- Mammoth Records
- Walt Disney Records
- Buena Vista Records
- Disney Sound
- Carolwood Records

## Weblink
- Offizielle Website (englisch)